# Departamentos do Chade

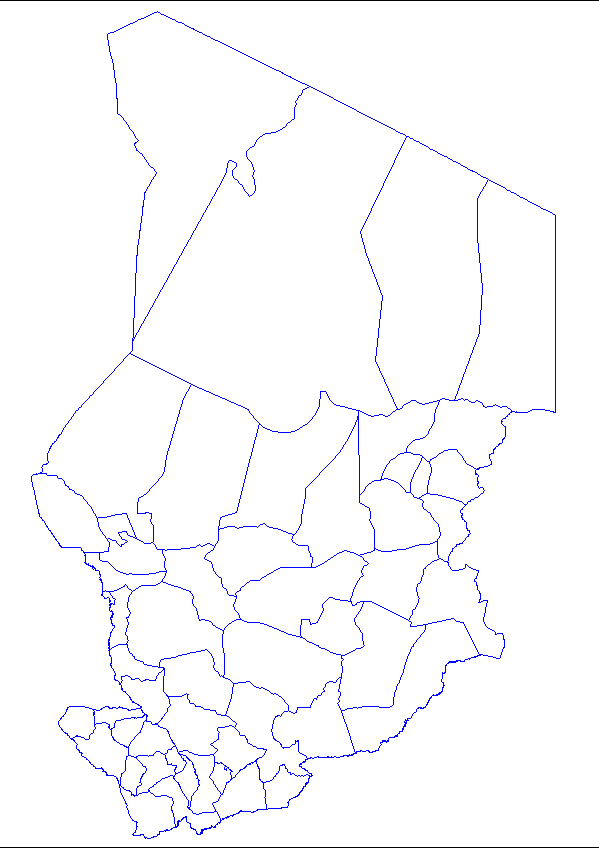
Departamentos do Chade.

As regiões do Chade são divididas em 53 departamentos. Os departementos estão listados abaixo, por região:

## Região Batha
- Batha Est
- Batha Ouest
- Fitri

## Região Borkou-Ennedi-Tibesti
- Borkou
- Ennedi Est
- Ennedi Ouest
- Tibesti

## Região Chari-Baguirmi
- Baguirmi
- Chari
- Loug Chari

## Região Guéra
- Barh Signaka
- Guéra

## Região Hadjer-Lamis
- Dababa
- Dagana
- Haraze Al Biar

## Kanem
- Barh El Gazel
- Kanem

## Região Lac
- Mamdi
- Wayi

## Região Logone Ocidental
- Dodjé
- Lac Wey
- Ngourkosso

## Região Logone Oriental
- La Nya Pendé
- La Pendé
- Lanya
- Monts de Lam

## Região Mandoul
- Barh Sara
- Mandoul Occidental
- Mandoul Oriental

## Região Mayo-Kebbi Est
- Kabbia
- Mayo-Boneye
- Mayo Lemie
- Mont Illi

## Mayo-Kebbi Ouest Region
- Lac Léré
- Mayo-Dallah

## Região Moyen-Chari
- Barh Köh
- Grande Sido
- Lac Iro

## N'Djamena
- N'Djamena

## Região de Uadai
- Assoungha
- Djourf Al Ahmar
- Ouara
- Sila

## Região Salamat
- Aboudeïa
- Barh Azoum
- Haraze Mangueigne

## Região Tandjilé
- Tandjilé Est
- Tandjilé Ouest

## Região Wadi Fira
- Biltine
- Dar Tama
- Kobé